# بينجتارن بليبويتش
بينجتارن بليبويتش (بالتايلندية: เพียงธาร ผลิพืช) مواليد 15 نوفمبر 1992 في تايلاند، هي لاعبة كرة مضرب تايلندية. أعلى تصنيف لها في الفردي كان المركز الـ 348 في سنة 2013. أعلى تصنيف لها في الزوجي كان المركز الـ 144 في سنة 2014.

## النهائيات

### الفردي (3–3)
| الحصيلة | الرقم | التاريخ        | الدورة            | الأرضية | المنافس               | النتيجة       |
| ------- | ----- | -------------- | ----------------- | ------- | --------------------- | ------------- |
| الوصافة | 1.    | 14 مايو 2011   | بانكوك، تايلاند   | صلبة    | لوكسيكا كومخوم        | 1–6, 0–6      |
| الفوز   | 2.    | 13 نوفمبر 2011 | مانيلا، الفلبين   | صلبة    | لو جياكسيانج          | 6–3, 6–3      |
| الوصافة | 3.    | 10 مارس 2012   | أورنك آباد، الهند | ترابية  | داليلا جاكوبوفيتش     | 4–6, 5–7      |
| الفوز   | 4.    | 30 يونيو 2013  | بانكوك، تايلاند   | صلبة    | نونجنادا واناسوك      | 6–0, 6–1      |
| الفوز   | 5.    | 2 أغسطس 2014   | نيودلهي، الهند    | صلبة    | ناتاشا بالا           | 6–2, 6–4      |
| الوصافة | 2.    | 23 مايو 2015   | بانكوك، تايلاند   | صلبة    | نيشا ليرتبيتاكسينتشاي | 6-7(4–7), 2-6 |

## روابط خارجية
- بينجتارن بليبويتش على موقع رابطة محترفات التنس (الإنجليزية)
- بينجتارن بليبويتش على موقع الاتحاد الدولي لكرة المضرب (الإنجليزية)
- بينجتارن بليبويتش على موقع كأس بيلي جين كينغ (الإنجليزية)
- بينجتارن بليبويتش على موقع بطولة ويمبلدون (الإنجليزية)
- بينجتارن بليبويتش على موقع خلاصة التنس.كوم (الإنجليزية)
- بينجتارن بليبويتش على موقع إي إس بي إن.كوم (الإنجليزية)